# غاردينغ
غاردينغ (بالألمانية: Garding) هي بلدة ألمانية تقع في ألمانيا في Eiderstedt. يقدر عدد سكانها بـ 2,688 نسمة .

## أعلام
- تيودور مومسن
- بيتر جيرجن بوك